# Qualificazioni al campionato mondiale di calcio 2010 - Interzona

## Spareggio AFC-OFC
| Riffa 10 ottobre 2009, ore 18:30 UTC+3 | Bahrein       | 0 – 0 referto | Nuova Zelanda | Bahrain National Stadium (37000 spett.)\| Arbitro: \| Viktor Kassai \| |
| Arbitro:                               | Viktor Kassai |               |               |                                                                        |

| Arbitro: | Jorge Larrionda |

|            |           |  |
| Fallon 45’ | Marcatori |  |

## Spareggio CONCACAF-CONMEBOL
| Arbitro: | Alberto Undiano Mallenco |

|  |           |            |
|  | Marcatori | 22’ Lugano |

| Arbitro: | Massimo Busacca |

|           |           |             |
| Abreu 70’ | Marcatori | 74’ Centeno |